# U-55 (1939)
U-55 — средняя немецкая подводная лодка типа VIIB времён Второй мировой войны.

## История
Заказ на постройку субмарины был отдан 16 июля 1937 года. Лодка была заложена 2 ноября 1938 года на верфи «Германиаверфт» в Киле под строительным номером 590, спущена на воду 19 октября 1939 года. Лодка вошла в строй 21 ноября 1939 года под командованием капитан-лейтенанта Вернера Хейделя.

### Флотилии
- 21 ноября — 31 декабря 1939 года — 7-я флотилия (как учебная лодка)
- 1 января — 30 января 1940 года — 7-я флотилия

### История службы
Лодка совершила один боевой поход. Потопила 6 судов суммарным водоизмещением 15.853 брт.
Потоплена 30 января 1940 года в 90 милях к юго-западу от островов Силли (в Ла-Манше), в районе с координатами 48°37′ с. ш. 07°48′ з. д. глубинными бомбами с британского эсминца HMS Whitshed, британского шлюпа HMS Fowey, французских эсминцев Valmy и Guépard, и глубинными бомбами с британской летающей лодки типа Сандерленд. Из 42 членов экипажа один подводник погиб, остальные были спасены.

## Потопленные суда
| Дата      | Тип            | Принадлежность | Дата           | Тоннаж (БРТ) | Груз | Судьба             | Место                     |
| Foxen     | грузовое судно | Швеция         | 18 января 1940 | 1 304        | уголь | потоплен           | 58°25′ с. ш. 0°22′ з. д.  |
| Telnes    | грузовое судно | Норвегия       | 19 января 1940 | 1 694        | генеральный груз                                                                                         | потоплен по ошибке | 59°22′ с. ш. 3°40′ з. д.  |
| Segovia   | грузовое судно | Норвегия       | 22 января 1940 | 1 387        | 750 тонн генерального груза, состоящего из 140 тонн смазочных материалов, 45 тонн пробки, вина и миндаля | потоплен по ошибке | 48°24′ с. ш. 15°05′ з. д. |
| Andalusia | грузовое судно | Швеция         | 23 января 1940 | 1 357        | генеральный груз                                                                                         | потоплен           | 53°13′ с. ш. 10°40′ з. д. |
| Keramiai  | грузовое судно | Греция         | 30 января 1940 | 5 085        | в балласте                                                                                               | потоплен           | 48°37′ с. ш. 7°46′ з. д.  |
| Vaclite   | танкер         | Великобритания | 30 января 1940 | 5 026        | в балласте                                                                                               | потоплен           | 49°20′ с. ш. 7°40′ з. д.  |